# Chambre à vide

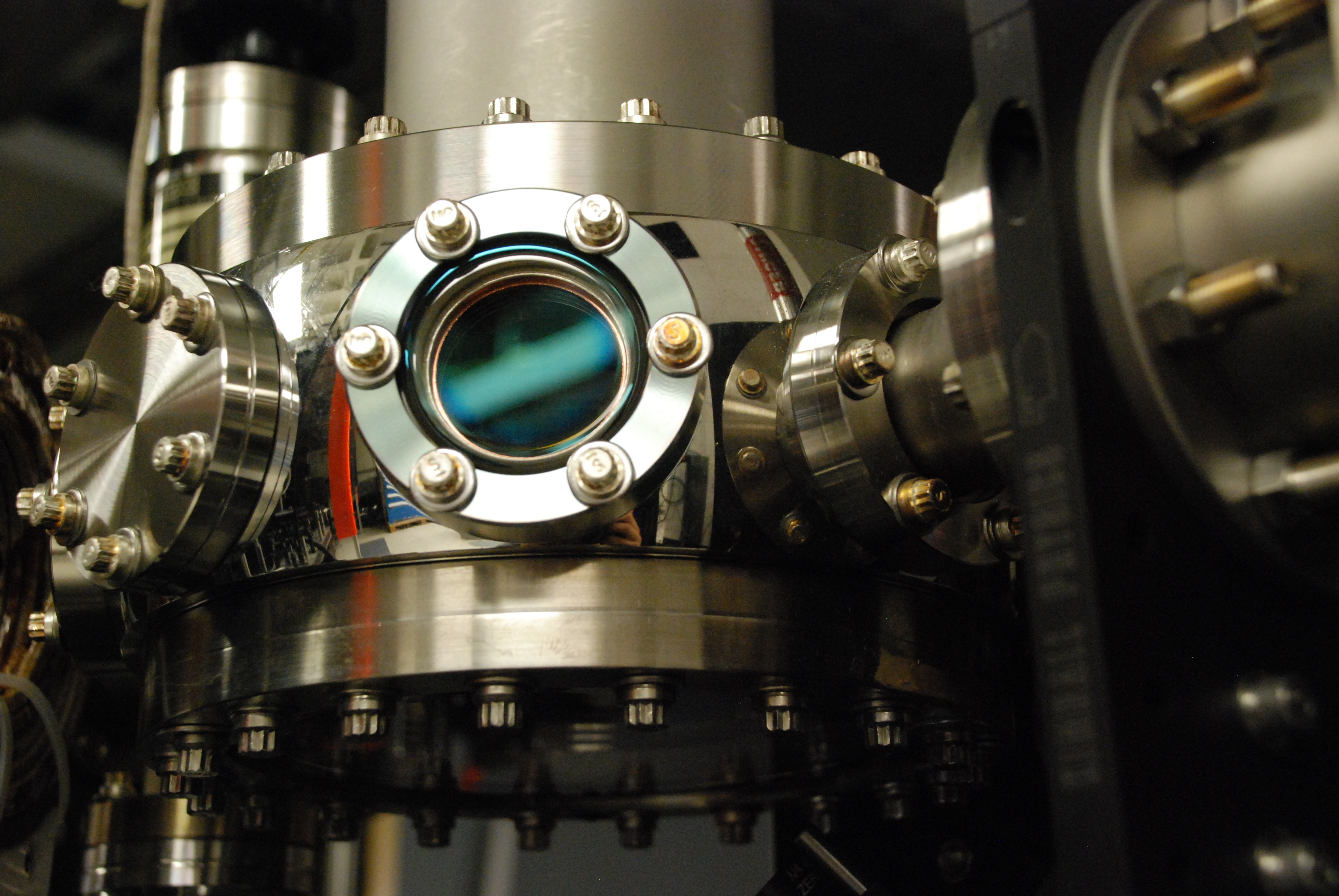
Fenêtre d'une chambre à vide.

Une chambre à vide (appelée également enceinte ou cloche à vide) est une enceinte rigide dans laquelle l'air et d'autres gaz sont en grande partie éliminés par une pompe à vide. L'environnement qui en résulte est vulgairement appelé "vide" en raison de sa pression extrêmement faible bien qu'elle ne soit pas réellement vide. De nombreuses applications y sont possibles comme la recherche expérimentale, le test de matériel conçu pour aller dans l'espace ou des processus de production industrielle.
La plus connue et la plus vieille chambre à vide est celle composée des hémisphères de Magdebourg ayant permis de démontrer la notion de pression. Une des plus complexes chambres à vide est celle du tokamak d'ITER.

## Matériaux et structure
Les chambres à vide sont généralement construites en métal afin de pouvoir résister à l'effort physique et si nécessaire, protéger son contenu des champs magnétiques extérieurs. Cela dépend en grande partie de l'épaisseur de la paroi et des caractéristiques du matériau utilisé (résistance, conductivité électrique et perméation). Malgré tout, peu de matériaux sont utilisés pour la construction de chambre à vide. On retrouve communément les matériaux suivants :
- Acier inoxydable
- Aluminium
- Mu-métal
- Acier au carbone
- Alliage en laiton
- Céramique à très haute densité
- Verre
- Résine acrylique

Les chambres à vide sont souvent composées de différents ports entourés d'une bride et d'un joint d’étanchéité, ce qui permet de joindre de manière étanche un hublot ou un instrument de mesure. Dans l'utilisation des vides à pression moyenne, les brides et les joints peuvent être en plastique, alors que pour les utilisations à très faible pression ou ultra-vide, les brides sont en métal blindé.

## Utilisation

### Dégazage à vide
Ce procédé est utilisé pour retirer les micro-bulles de gaz qui se retrouvent emprisonnées dans un mélange liquide. Par exemple, dans l'utilisation de l'époxy ou de caoutchouc en silicone, à la suite du mélange avec un durcisseur, c'est une étape nécessaire afin de rendre le matériau plus résistant et transparent.
Pendant le dégazage sous vide, le matériau traité prend la forme d'une mousse, multipliant son volume entre 4 et 5 fois ce qui nécessite d'avoir un moule adapté et une chambre avec une taille supérieure à son contenu afin d'éviter tout débordement.

### Projection sous vide
Combiné avec une température élevée, le vide est un moyen très efficace pour éliminer l'humidité et les impuretés gazeuses qui peuvent compromettre la pose d'un revêtement ou altérer celui-ci. La métallisation sous vide consiste à recouvrir un objet d'une fine pellicule de métal, notamment pour la fabrication d'optiques.

### Simulation de l'espace
Grâce aux enceintes à vide thermique (TVC), il est possible de soumettre un satellite ou ses composants à des conditions semblables à celles de l'espace : un ultravide et un fort gradient de température.